# Оита Тринита
«Оита Тринита» (яп. 大分トリニータ О:ита Торинийта, англ. Oita Trinita) — японский футбольный клуб из города Оита, префектура Оита.
Самая молодая команда Джей-лиги стала профессиональным клубом в 1999 году, а в 2008 году выиграла свой первый титул — Кубок японской лиги.

## История
Команда была основана в 1994 году под названием «Оита Тринити», прошла через Лигу префектуры Оита, Лигу Кюсю и в 1996 году заняла второе место в Национальной лиге, в результате завоевав повышение в Японскую футбольную лигу. В 1999 году клуб изменил своё название на «Тринита» из-за нарушения авторских прав, присоединился к Лиге J2 и занял третье место. Кроме того, команда заняла третье место в 2000 году, а в следующем сезоне, несмотря на упорную борьбу за повышение до последней игры, клуб финишировал шестым. В следующем году он выиграл лигу и, наконец, повысился в Лигу J1. В 2008 году клуб выиграл Кубок Джей-лиги, первый крупный турнир для клуба из Кюсю после победы «Явата Стил» в Кубке Императора 1964 года.
Сезон 2009 года стал худшим для клуба за семь лет в Джей-лиге, команда проиграла 14 матчей подряд — это антирекорд Джей-лиги после упразднения правила золотого гола. В середине июля клуб уволил тренера Периклеса Шамуску. 25 октября после ничьи 1:1 с оставшейся вдесятером «Киото Санга» клуб вылетел в J2, хотя согласно постановлению Джей-лиги, «Оита» в любом случае перешла бы в низшую лигу в связи с принятием официального финансирования (постановление гласило, что любая команда, которая получит такое финансирование, не может остаться в высшей лиге, если клуб не будет окупаться в будущем).
В 2012 году, в своём третьем сезоне во втором дивизионе, клуб финишировал на шестом месте. Таким образом, команда получила право сыграть в плей-офф за повышение; так как команда окупилась в октябре, она смогла получить реальную возможность повышения. В первом матче клуб разгромил «Киото Санга» со счётом 4:0, а в финале с минимальным счётом переиграл «ДЖЕФ Юнайтед Итихара Тиба». Таким образом клуб вернулся в Джей-лигу впервые с сезона 2008 года. На этот раз, однако, пребывание в элите длилось всего один сезон. 6 декабря 2015 года клуб вылетел в Лигу J3 после поражения в плей-офф «Матида Зельвия», таким образом «Тринита» стала первым победителем крупного турнира, оказавшимся в третьем дивизионе. Клуб сразу же вернулся в Лигу J2, выиграв титул Лиги J3 2016 года. В 2018 году, заняв второе место в Лиге J2, «Оита Тринита» вернулась в высшую лигу. Заняв 18-е место в 2021 году, «Тринита» обратно вернулась в Лигу J2, но на фоне этого клуб неожиданно дошёл до финала Кубка Императора. Всего через неделю после потери шансов на сохранение прописки в высшей лиге «Тринита» выбила в полуфинале Кубка Императора действующего победителя турнира, «Кавасаки Фронтале»; после ничьи 1:1 в основное время «Тринита» выиграла 4:5 по пенальти. В финале команда проиграла «Урава Ред Даймондс», пропустив решающий гол в компенсированное время (2:1).